# Cymus glandicolor
Cymus glandicolor är en insektsart som beskrevs av Carl Wilhelm Hahn 1831. 
Cymus glandicolor ingår i släktet Cymus, och familjen fröskinnbaggar. Arten är reproducerande i Sverige.